# Podzamek Golubski (gmina)
Podzamek Golubski – dawna gmina wiejska istniejąca w latach 1934–1954 w woj. pomorskim/bydgoskim (dzisiejsze woj. kujawsko-pomorskie). Siedzibą władz gminy był Podzamek Golubski.
Gmina zbiorowa Podzamek Golubski została utworzona 1 sierpnia 1934 roku w powiecie wąbrzeskim w woj. pomorskim z dotychczasowych jednostkowych gmin wiejskich: Gaj, Galczewo, Krążno, Lisewo, Mokry Las (główna część), Ostrowite, Podzamek Golubski, Skępsk i Sokoligóra oraz z obszarów dworskich położonych na tych terenach lecz nie wchodzących w skład gmin. 
Po wojnie gmina zachowała przynależność administracyjną. 6 lipca 1950 roku zmieniono nazwę woj. pomorskiego na bydgoskie. Według stanu z dnia 1 lipca 1952 roku gmina składała się z 7 gromad: Gałczewo, Lisewo, Nowawieś, Ostrowite, Podzamek Golubski, Skępsk i Sokoligóra. Gmina została zniesiona 29 września 1954 roku wraz z reformą wprowadzającą gromady w miejsce gmin. Jednostki nie przywrócono 1 stycznia 1973 roku po reaktywowaniu gmin.